# Marlon Hairston
Marlon Hairston (Jackson, 23 marzo 1994) è un calciatore statunitense, difensore o centrocampista dell'Hartford Athletic.
È cugino di LaMarcus Aldridge, cestista dei San Antonio Spurs.

## Carriera

### Nazionale
L'8 gennaio 2018 viene convocato dalla nazionale maggiore.

## Statistiche

### Presenze e reti nei club
Statistiche aggiornate all'8 gennaio 2018.
| Stagione         | Squadra                | Campionato       | Campionato | Campionato | Coppe nazionali | Coppe nazionali | Coppe nazionali | Coppe continentali | Coppe continentali | Coppe continentali | Altre coppe | Altre coppe | Altre coppe | Totale | Totale |
| Stagione         | Squadra                | Comp             | Pres       | Reti       | Comp            | Pres            | Reti            | Comp               | Pres               | Reti               | Comp        | Pres        | Reti        | Pres   | Reti   |
| ---------------- | ---------------------- | ---------------- | ---------- | ---------- | --------------- | --------------- | --------------- | ------------------ | ------------------ | ------------------ | ----------- | ----------- | ----------- | ------ | ------ |
| 2014             | Colorado Rapids        | MLS              | 22         | 1          | USOC            | 0               | 0               |                    | -                  | -                  |             | -           | -           | 22     | 1      |
| 2015             | Charlotte Independence | USL              | 8          | 1          |                 | -               | -               |                    | -                  | -                  |             | -           | -           | 8      | 1      |
| Totale Charlotte | Totale Charlotte       | Totale Charlotte | 8          | 1          |                 | -               | -               |                    | -                  | -                  |             | -           | -           | 8      | 1      |
| 2015             | Colorado Rapids        | MLS              | 3          | 0          | USOC            | 2               | 0               |                    | -                  | -                  |             | -           | -           | 5      | 0      |
| 2016             | Colorado Rapids        | MLS              | 21+4       | 3          | USOC            | 1               | 0               |                    | -                  | -                  |             | -           | -           | 26     | 3      |
| 2017             | Colorado Rapids        | MLS              | 34         | 3          | USOC            | 1               | 0               |                    | -                  | -                  |             | -           | -           | 35     | 3      |
| 2018             | Colorado Rapids        | MLS              | -          | -          |                 | -               | -               |                    | -                  | -                  |             | -           | -           | -      | -      |
| Totale Colorado  | Totale Colorado        | Totale Colorado  | 84         | 7          |                 | 4               | 0               |                    | -                  | -                  |             | -           | -           | 88     | 7      |
| Totale carriera  | Totale carriera        | Totale carriera  | 92         | 8          |                 | 4               | 0               |                    | -                  | -                  |             | -           | -           | 96     | 8      |